# Laajasalo
Laajasalo (szw. Degerö) – wyspa w Finlandii w Helsinkach nad Zatoką Fińską a także 49. dzielnica miasta, położona na wschód od centrum stolicy. Jest największą wyspą Helsinek. W skład dzielnicy wchodzi kilka innych, mniejszych wysp. Wyspa jest połączona z lądem stałym jednym mostem. W 2016 roku ogłoszono plan budowy trzech mostów i linii tramwajowej łączących Laajasalo z Hakaniemi. Prace rozpoczęto w październiku 2021 roku.